# Championnat d'Islande de football 1926
Navigation
Saison précédente Saison suivante
La saison 1926 du championnat d'Islande de football était la 15e édition de la première division islandaise.
Pour la première fois dans l'histoire du championnat, 5 clubs participent à la compétition. En effet, après avoir participé à la première édition de l'Urvalsdeild en 1912, le club d'IBV Vestmannaeyjar s'inscrit à nouveau cette saison.
C'est le club de KR Reykjavik qui remporte le 3e titre de champion d'Islande de son histoire.

## Les 5 clubs participants
- KR Reykjavik
- Fram Reykjavik
- Valur Reykjavik
- Vikingur Reykjavik
- IBV Vestmannaeyjar

## Compétition

### Classement
Le barème de points servant à établir le classement se décompose ainsi :
- Victoire : 2 points
- Match nul : 1 point
- Défaite : 0 point

| Rang | Équipe             | Pts | J | G | N | P | Bp | Bc | Diff |
| ---- | ------------------ | --- | - | - | - | - | -- | -- | ---- |
| 1    | KR Reykjavik       | 7   | 4 | 3 | 1 | 0 | 17 | 6  | +11  |
| 2    | Fram Reykjavik T   | 7   | 4 | 3 | 1 | 0 | 7  | 4  | +3   |
| 3    | Vikingur Reykjavik | 4   | 4 | 2 | 0 | 2 | 9  | 6  | +3   |
| 4    | IBV Vestmannaeyjar | 1   | 4 | 0 | 1 | 3 | 9  | 17 | -8   |
| 5    | Valur Reykjavik    | 1   | 4 | 0 | 1 | 3 | 8  | 17 | -9   |

|  | Qualifié pour le barrage pour le titre |

### Matchs
Tous les matchs sont disputés au stade Melavöllur à Reykjavik.
| Résultats (▼dom., ►ext.)                                   | Fra | KR  | Val | Vik | IBV |
| Fram Reykjavik                                             |     | 2-2 | 2-1 | 1-0 | 2-1 |
| KR Reykjavik                                               |     |     | 6-1 | 3-1 | 6-2 |
| Valur Reykjavik                                            |     |     |     | 1-4 | 5-5 |
| Vikingur Reykjavik                                         |     |     |     |     | 4-1 |
| IBV Vestmannaeyjar                                         |     |     |     |     |     |
| - Victoire à domicile - Match nul - Victoire à l'extérieur |     |     |     |     |     |

#### Match pour le titre
|  | KR Reykjavik | 8 - 2 | Fram Reykjavik | Melavöllur, Reykjavik |  |
|  |              |       |                |                       |  |
|  | (Rapport)    |       |                |                       |  |

## Bilan de la saison
| Tableau d'Honneur                 |              |
| Compétition                       | Vainqueur    |
| Championnat d'Islande de football | KR Reykjavik |